# FK Energia Voronej
Pour les articles homonymes, voir Energiya Voronezh.
L'Energia Voronej, en russe : Фк Энергия Воронеж, est un club russe de football féminin basé à Voronej.

## Palmarès
- Championnat de Russie féminin
  - Champion : 1995, 1997, 1998, 2002 et 2003
  - Vice-champion : 1994, 1996, 1999, 2000, 2001 et 2010

- Coupe de Russie féminine
  - Vainqueur : 1993, 1995, 1996, 1997, 1999, 2000 et 2001
  - Finaliste : 1994, 1998, 2003 et 2010